# Fly Baby, Fly
Fly Baby, Fly ist ein Jazzalbum von Rémi Charmasson, Drew Gress, André Jaume und Tom Rainey. Die vom 8. bis 10. März 2004 im Studio Lakanal in Montpellier entstandenen Aufnahmen erschienen 2013 auf dem Label AJMI Series.

## Hintergrund
2004 traf sich ein französisch-amerikanisches Quartett in den Räumen der Association pour le Jazz et la Musique Improvisée (AJMI) in Avignon: Gitarrist Rémy Charmasson war das Bindeglied zwischen dem amerikanischen Duo Drew Gress / Tom Rainey und dem Saxophonisten André Jaume, der sein Lehrer am Konservatorium von Avignon gewesen war.
Charmasson und Jaume kannten sich bereits seit vielen Jahren, während Gress und Rainey bereits in den USA ein solides rhythmisches Tandem gebildet hatten, als sie mit Künstlern wie Tony Malaby, Tim Berne, Fred Hersch oder Angelica Sanchez spielten.

## Titelliste
- Remi Charmasson, Drew Gress, André Jaume, Tom Rainey: Fly Baby, Fly (AJMI Series – AJM 10)[3]

1. Fushia Norval (Frank Lowe) 4:37
2. Rock Me (Rémi Charmasson) 5:39
3. The Unwise Men (Charmasson, Rainey) 1:14
4. Sans Histoire (Charmasson) 3:37
5. A Nice Little Town (Jaume, Rainey) 1:19
6. Fumaccia (André Jaume) 5:43
7. The Mask of Jason (Gress, Charmasson) 1:19
8. White Horses (Bernard Santacruz) 6:42
9. An Angry Young Man (Charmasson, Rainey) 0:54
10. Double Feature (Gress. Rainey) 0:51
11. Cassavetes (Gérard Marais) 5:02
12. The Nature Of The Night (Jaume, Gress) 1:23
13. The Poet’s Touch (Gress, Charmasson) 1:21
14. Oubliés (Charmasson) 3:31
15. Solomon (Jaume, Gress) 0:56
16. The Naked Truth (Jaume, Gress, Rainey) 3:39
17. The Return (Jaume, Charmasson) 1:23

## Rezeption

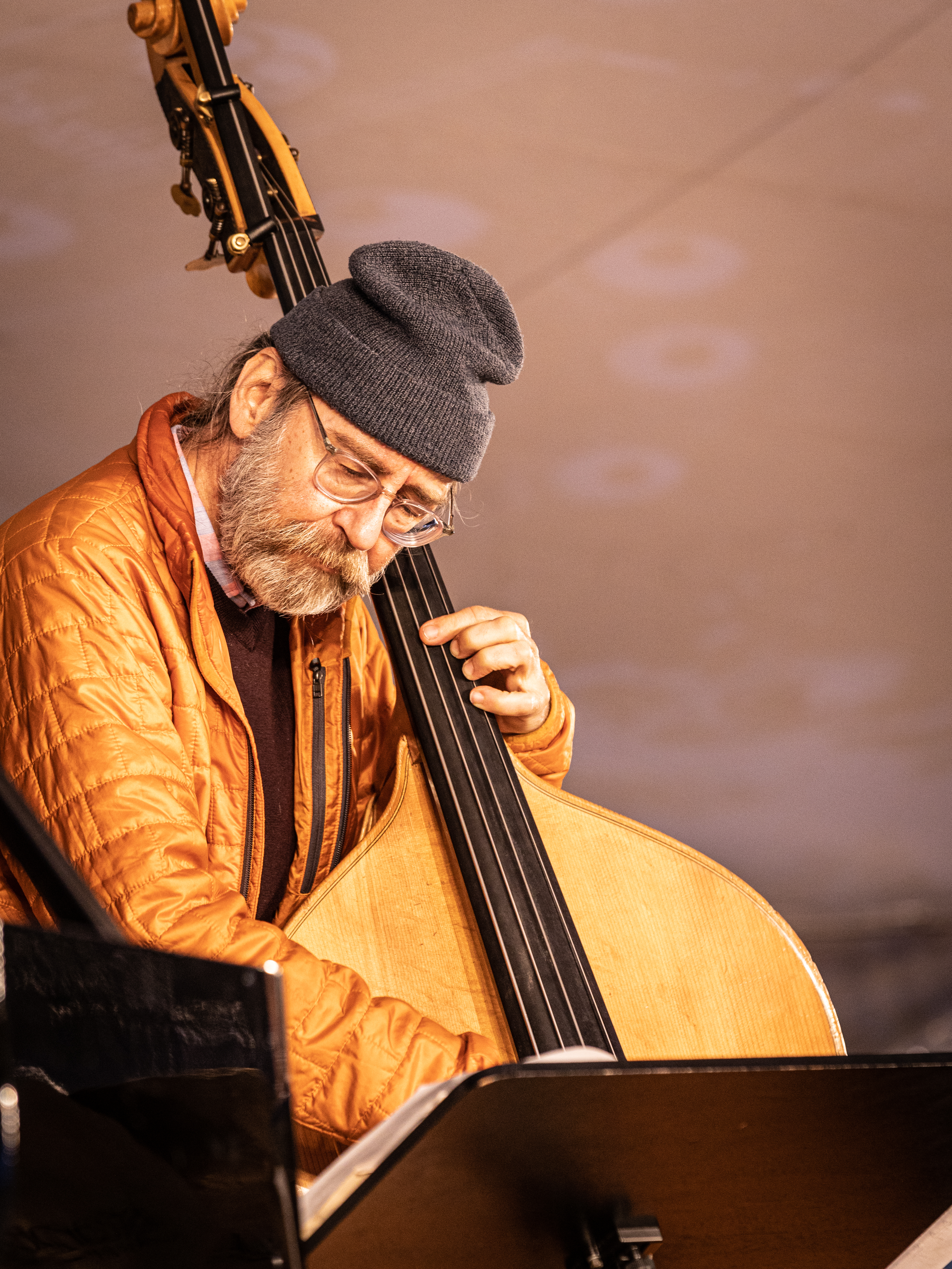
Drew Gress auf dem Moers Festival 2021

"Es war das erste Mal, dass ich Rémy hörte, und ich konnte das gesamte Abenteuer dieses Albums verfolgen", schrieb Sophie Chambon. Als Kompromiss zwischen Komposition und Improvisation würde sich dieses elegante Album eignen, dessen Veröffentlichung lange auf sich warten ließ, hervorragend wegen der Gestaltung offener, rhythmisch komplexer, aber glücklicherweise unmittelbarer, „organischer“ Formen, wie Schlagzeuger Tom Rainey während der Aufnahme vorschlug.
„Keine Regeln bestimmen, was hier passiert, außer einer intelligenten Komplizenschaft in Verbindung mit äußerster Sorgfalt,“ meinte Chambon bei Erscheinen des Albums. Diese vier Musiker würden es verstehen einander zuzuhören, sich zu suchen, sich durch Mini-Solos zu finden, Fragen und Antworten auszutauschen, mit freudiger Virtuosität zu dialogisieren, mit einem Sinn für Melodien, die bei Bedarf dekonstruiert werden. Man könnte vielleicht sagen, dass Brillanz und Extravaganz das Kennzeichen des Gitarristen sind, der nicht in die erwartete Falle der Lyrik tappt, während er alle Möglichkeiten habe, die langsameren, melancholischen Kompositionen wie diese „Fumaccia“ eines Bläsers zu erschaffen, der zu einer extremen Süße des Kammerjazz à la Jimmy Giuffre fähig ist.
Wie [der Blick durch] Schlüssellöcher ließen die Duette, die „Fly, Baby, Fly!“ untermalen, in einem Format, das weder Fehler noch Bequemlichkeit zulasse, die Qualität des Zuhörens, der Interaktion und der Empathie erahnen, die den Austausch zwischen den Mitgliedern dieses Quartetts präge, urteilte Olivier Acosta in Citizen Jazz. Diese improvisierten Miniaturen, so viele Zwischenspiele in der Entstehung des Albums, würden das hervorbringen, was man letztlich als eine Zutatenliste bezeichnen könnte. Rémi Charmassons Gitarre konfrontiere in engagierten Beziehungen die kraftvollen Schläge von Tom Rainey, schmiege sich dann aber an Drew Gress' Kontrabass in einer fruchtbaren Suche nach einer Allianz der Klangfarben. Sein Spiel verschmelze mit dem Saxophon von André Jaume zu einem subtilen Spiel der Kontrapunkte.

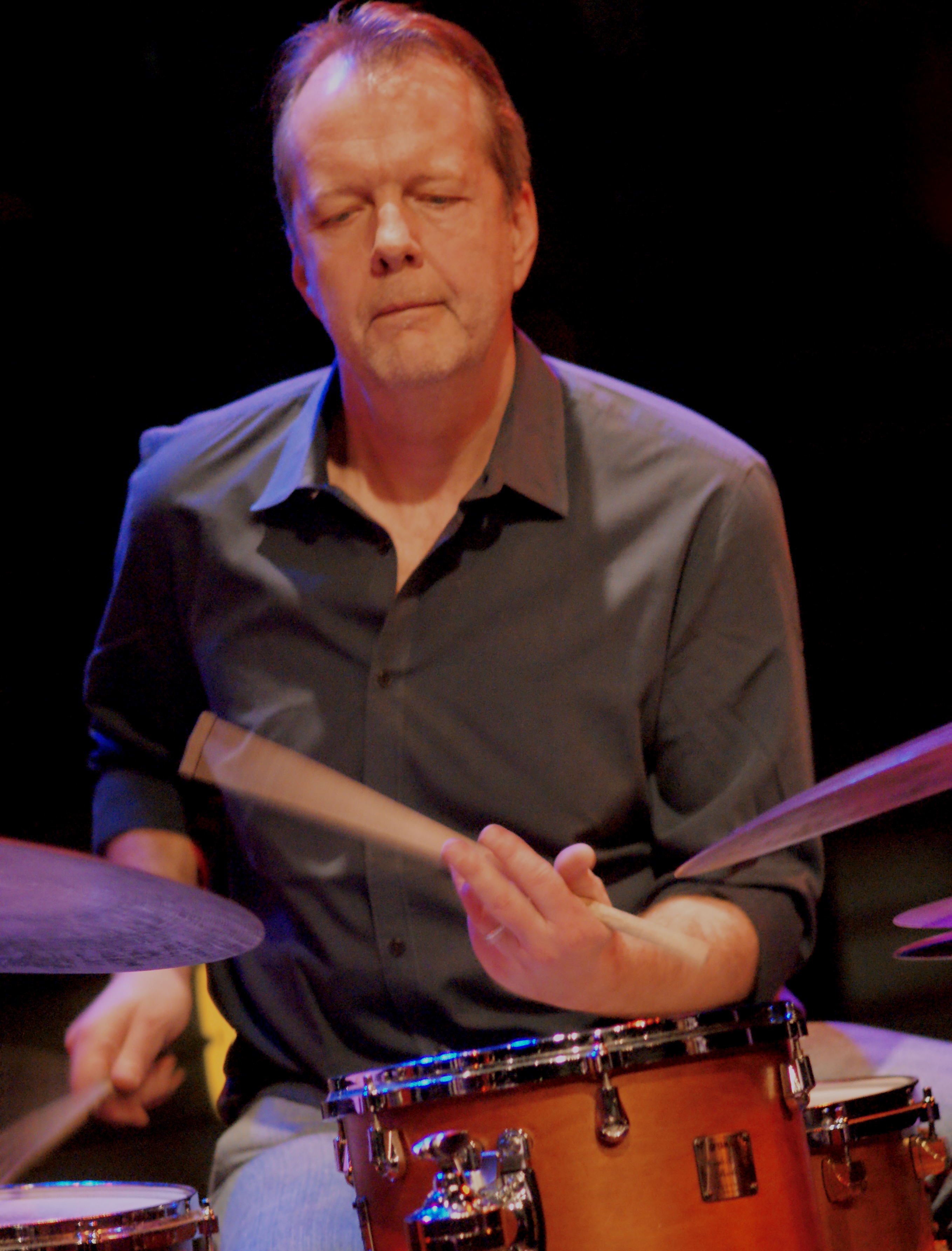
Tom Rainey 2013

Rainey sei weniger virulent, wenn er das Schlagzeugspiel der Bassklarinette anvertraue, während er eine Melodie auf seinen Toms spielt, so Acosta weiter. Später schaffe er im Moment mit seinem amerikanischen Komplizen eine kurze, überraschend narrative Konstruktion. Der Kontrabassist demonstriere zweimal zarte Lyrik: Zunächst führe er mit der Bassklarinette ein entspanntes, nächtliches Gespräch, um dann mit der Flöte traumhafte Sphären zu erkunden. Schlagzeug, Gesang, Material- und Farbgebung, Abstraktion, Spannungen und harmonische Verläufe sind allesamt Elemente, die in den Kompositionen rund um diese Skizzen kombiniert, abgewechselt oder einander gegenübergestellt werden. Unter zahlreichen Einflüssen würde die Musik, unter Berücksichtigung dieser ästhetischen Entscheidungen, stets den Weg zu einem zeitgenössischen Jazz finden, in dem gegenseitiges Zuhören und eine unmittelbare Architektur vorherrschen. In diesem kleinen Spiel brilliere das Quartett, das de facto eher wie ein Doppelduo wirkt. Dennoch fließe die Musik in alle Richtungen und erreicht ein hohes Maß an Flexibilität und Reaktionsfähigkeit.
Charmasson würde sich hier ganz freimachen, sich ganz hingeben, lobte Serge Bardot in Jazz Hot. Dieses Album würde genau zum richtigen Zeitpunkt für Rémis Karriere erscheinen, umgeben von wunderbaren Musikern, zwischen denen ein Austausch herrsche, eine Freude am gemeinsamen Spiel, die vom ersten Ton an spürbar sei. Drew Gress sei ein herausragender Bassist, Tom Rainey das Alter Ego des Bassisten. Mit diesem rhythmischen Fundament hätten Jaume (der keiner Vorstellung bedarf, aber dennoch als einer der besten Jazzer auf seinen Instrumenten gilt) und Charmasson nur so fliegen gekonnt. Charmasson würde auf diesem Album eine Reife erreichen, die seitdem immer weiter aufblühe. "Das schwelende Feuer kann aus dem Vulkan hervorbrechen."